# Greifensee (gemeente)
Greifensee is een gemeente en plaats in het Zwitserse kanton Zürich, en maakt deel uit van het district Uster. Het ligt aan het gelijknamige meer.
Greifensee telt 5111 inwoners.